# Damian Irzyk
Damian Jan Irzyk (ur. 1978) – polski dyplomata i urzędnik państwowy. Konsul generalny RP w Mumbaju w latach 2018–2023.

## Życiorys
Absolwent międzynarodowych stosunków gospodarczych na Akademii Ekonomicznej w Poznaniu oraz Krajowej Szkoły Administracji Publicznej (2002–2004).
W latach 2004–2007 pracował w Ministerstwie Rozwoju Regionalnego przy obsłudze unijnego Funduszu Spójności. Od 2007 w służbie dyplomatycznej: w ambasadzie RP w Dżakarcie początkowo jako I sekretarz a następnie radca ds. ekonomicznych, politycznych i konsularnych; od 2012 radca, a następnie I radca i kierownik wydziału politycznego w ambasadzie RP w Pekinie. Od 14 maja 2018 do września 2023 pełnił funkcję Konsula Generalnego RP w Mumbaju.
Mówi po angielsku i niemiecku.